# 오스트레일리아 전쟁기념관

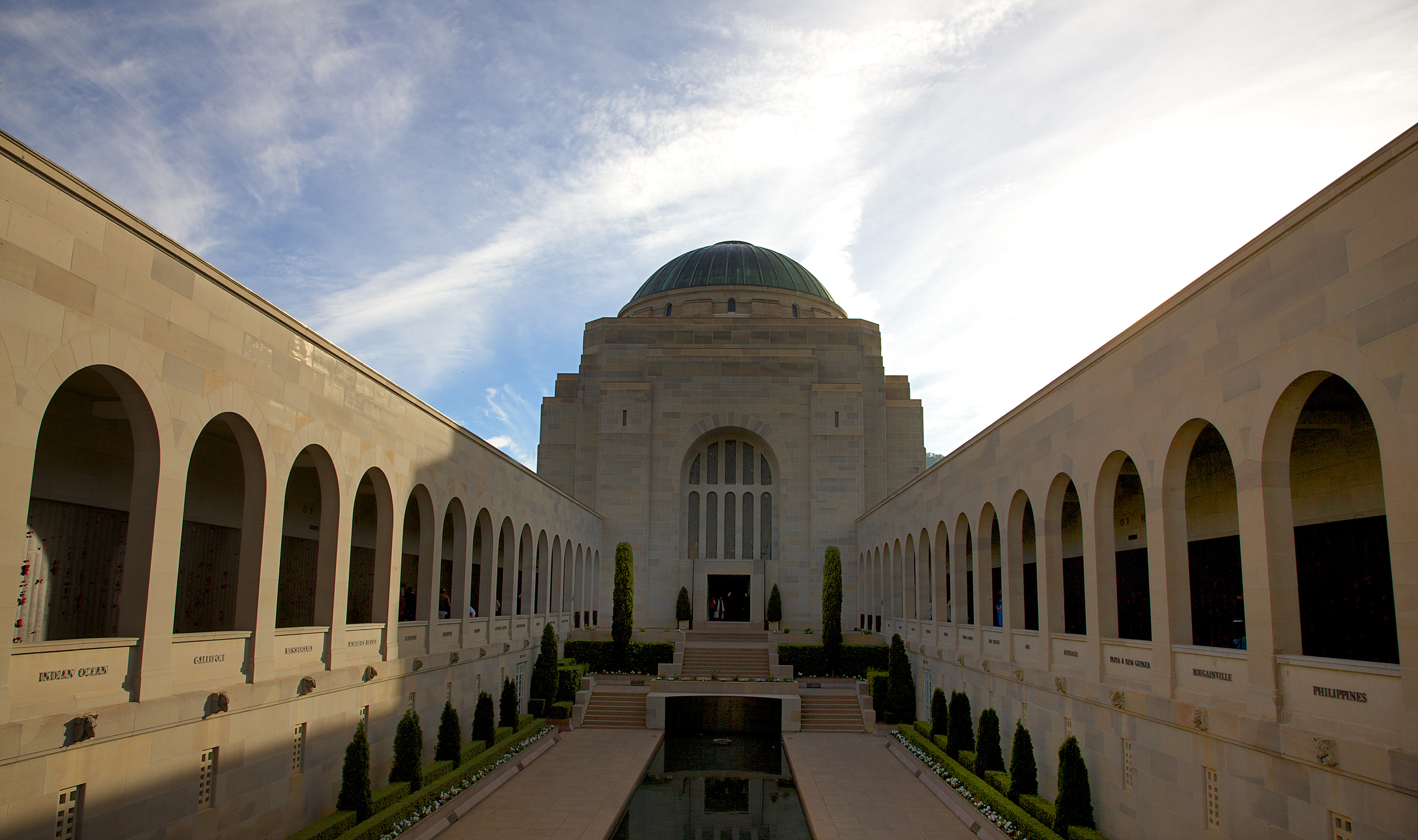
오스트레일리아 전쟁기념관

오스트레일리아 전쟁기념관(영어: Australian War Memorial)는 오스트레일리아 캔버라에 위치한 박물관이다.
2층 구조로 되어 있으며, 건물 서쪽은 제1차 세계 대전, 동쪽은 제2차 세계 대전에 대해 다루고 있다. 특히 갈리폴리 전역에 대한 광범위한 자료가 전시되어 있다.

## 같이 보기
- (영어) 공식 웹사이트